# قطعنامه ۱۲۴۳ شورای امنیت
قطعنامه ۱۲۴۳ شورای امنیت سازمان ملل متحد که در تاریخ ۲۷ مه ۱۹۹۹ تصویب شد، سندی بین‌المللی دربارهٔ بررسی وضعیت خاورمیانه است. این قطعنامه طی نشست ۴۰۰۹ام با ۱۵ رای موافق، ۰ مخالف و ۰ ممتنع تصویب شد.